# Kendrickiana veitchi
Kendrickiana veitchi is een tweekleppigensoort uit de familie van de Penicillidae. De wetenschappelijke naam van de soort is voor het eerst geldig gepubliceerd in 1971 door B.J. Smith.